# Anthrenus olgae
Anthrenus olgae là một loài bọ cánh cứng trong họ Dermestidae. Loài này được Kalík miêu tả khoa học năm 1946.